# Verein zur Abwehr des Antisemitismus Heilbronn
Die Ortsgruppe Heilbronn des Vereins zur Abwehr des Antisemitismus (Abwehr-Verein) wurde am 30. Oktober 1928 in Heilbronn gegründet und hatte bis 1933 Bestand. Der Abwehr-Verein war die Dachorganisation für zahlreiche Landesverbände mit vielen Ortsgruppen.

## Geschichte
1890 wurde der überkonfessionelle Verein zur Abwehr des Antisemitismus gegründet. Sein erklärtes Ziel war es, die Emanzipation der Bürger jüdischen Glaubens auch in der Praxis zu realisieren. Bedeutende Mitglieder waren Theodor Mommsen, Heinrich Krone, Hugo Preuß, Paul Heyse und Gustav Freytag. Der Verein kooperierte sowohl mit dem Central-Verein als auch mit der Deutschen Demokratischen Partei (DDP) und versuchte, durch Aufklärungsarbeit den Hetzkampagnen der NSDAP entgegenzuwirken. Der Vorsitzende des Abwehrvereins war 1921 Georg Gothein, Abgeordneter der DDP im Reichstag.

## Heilbronner Ortsgruppe
Die Gründung der Ortsgruppe des Abwehr-Vereins am 30. Oktober 1928 wurde von Max Rosengart und Siegfried Gumbel begrüßt. Es engagierte sich in Heilbronn insbesondere Heinrich Grünwald, wodurch er bei der NSDAP besonders verhasst war.
Als Referent zu der Gründung des Ortsverbandes Heilbronn des Abwehr-Vereins war Eduard Lamparter eingeladen worden. Lamparter hielt dort 1928 das Referat Evangelische Kirche und Judentum:

„Die antisemitische Rassentheorie begünstigt, züchtet und sanktioniert nationalistischen Hochmut und Gewaltwillen, der sich das Recht anmaßt, andere als Unedlere und Minderwertigere niederzuzwingen… die christliche Kirche muß mit allem Nachdruck dafür einstehen, daß ganz andere Wirklichkeiten, nämlich Willensfreiheit, Erziehung, Gewissen und Religion über Wert und Unwert eines Menschendaseins entscheiden. … und die christlliche Kirche vergaß, daß das Judentum der Mutterboden ist, aus dem sie nach Gottes Willen hervorgegangen war. Des reiche geistige Besitztum, welches Judentum und Christentum gemeinsam ist, verpflichtet beide zu einem Verhältnis des Friedens und gegenseitiger Achtung. … es gilt altes Unrecht gutzumachen und mitzuhelfen, daß kein neues Unrecht mehr geschieht!“

Zitat von Götz Krusemarck im Jahr 1938 als Reaktion auf die Gründung der Heilbronner Ortsgruppe des Abwehrvereins:

„Die immer größer werdende antisemitische Welle ließ die Juden ihre Anstrengungen verdoppeln. Ihre Tätigkeit, auf allen möglichen Umwegen zur Herrschaft zu kommen, nahm immer größeren Umfang an. Im Oktober 1928 wurde in Heilbronn eine Ortsgruppe des Vereins zur Abwehr des Antisemitismus gegründet. An der Gründungsversammlung nahm auch eine Reihe jüdischer Herren teil. Eine damals abgegebene Äußerung wirft ein bezeichnendes Licht auf die Heilbronner „Judenfrage“. Sie zeigt nämlich, wie gering verhältnismäßig der Widerstand war, der den Juden von der „breiten“ Einwohnerschaft entgegengebracht wurde. „Ob man nicht durch Gründung einer solchen Ortsgruppe in Heilbronn“, so lautete diese Äußerung „wo Juden und Christen doch reibungslos beieinander wohnen, eine Gefahr konstruiere, die nicht besteht“. Die Rechtfertigung für die Gründung der Ortsgruppe wurde darin gesehen, in der Bevölkerung eine Aufklärungsarbeit in der Judenfrage in Angriff zu nehmen. „Es wurde jedoch allgemeine Übereinstimmung darüber erzielt“ heißt es in dem Versammlungsbericht, dass „es eine nationale und sittliche Aufklärung über die auf der deutschen Geschichte liegenden Schatten der Judenfeindschaft ermöglichen“.“

## Publikationen
Generell:
Der Titel des Publikationsorgans des Abwehr Vereins „Im deutschen Reich“ war programmatisch.
Publikationen der Ortsgruppe Heilbronn des Abwehr Vereins waren:
- Mitteilungen aus dem Verein zur Abwehr des Antisemitismus
- Abwehr-Blätter
- Abwehr-ABC

## Vorsitzende
- Heinrich Grünwald